# Portada/article abril 28
La seva funció és contenir els orgànuls cel·lulars i contribuir al seu moviment. El citosol és el lloc on es produeixen molts dels processos metabòlics de la cèl·lula.

## Citoplasma
El citoplasma és la part de la cèl·lula procariota que es troba dins la membrana plasmàtica i la part de la cèl·lula eucariota que es troba entre el nucli cel·lular i la membrana. Consisteix en una emulsió col·loïdal molt fina d'aspecte granulós, el citosol o hialoplasma, i una diversitat d'orgànuls cel·lulars que tenen diferents funcions.
La seva funció és contenir els orgànuls cel·lulars i contribuir al seu moviment. El citosol és el lloc on es produeixen molts dels processos metabòlics de la cèl·lula.
El citoplasma a vegades es divideix en una regió externa gelatinosa, propera a la membrana i implicada en el moviment cel·lular, que s'anomena ectoplasma i una part interna més fluïda que rep el nom d'endoplasma, que és on es troben la majoria d'orgànuls. El citoplasma es troba tant a les cèl·lules procariotes com a les eucariotes i s'hi troben dissolts diversos nutrients que han aconseguit travessar la membrana cel·lular.